# Pump track

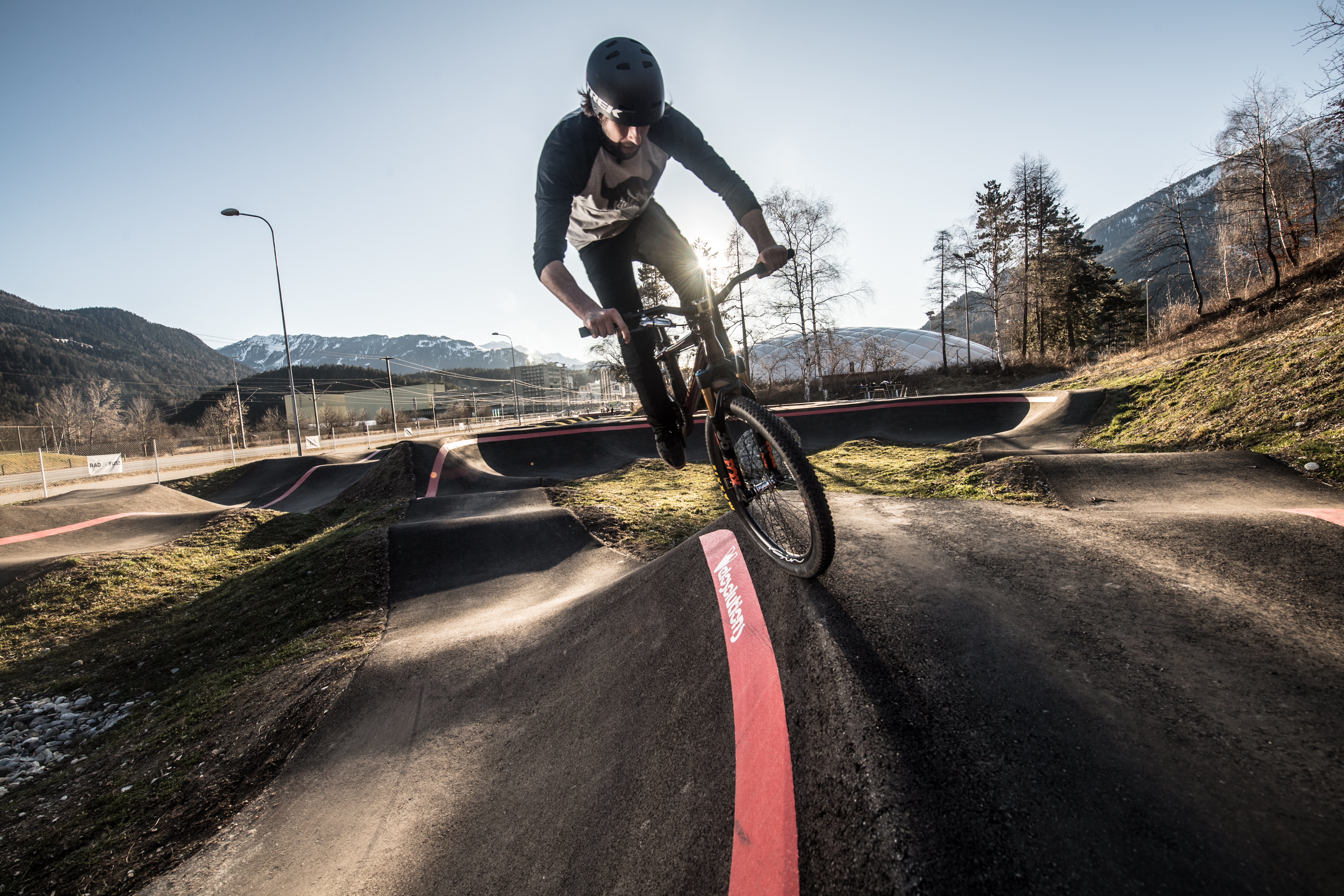
Un ciclista che alle prese con un'acrobazia su una pumptrack

Una pump track è un circuito di dossi, curve sopraelevate e discese appositamente progettato per essere percorso senza pedalare, ma semplicemente "pompando", generando cioè slancio attraverso i movimenti in su e in giù del corpo.

## Storia
La storia delle pumptrack va fatta risalire alla diffusione della BMX e dei percorsi dedicati a questa particolare tipologia di bicicletta, a partire dagli anni '70 e '80, strettamente connessi al mondo dello skateboarding e agli skatepark. Il concetto di pumptrack per come lo conosciamo oggi è attribuito al movimento di atleti e ciclisti Australiani che intorno all'inizio degli anni 2000 posero le basi per la tecnica di fruizione di questi particolari circuiti.
La prima pumptrack in asfalto è stata costruita nel 2012 a Coira in Svizzera dall'azienda Velosolutions, si sviluppa su di un tracciato di 220 metri lineari per un totale di 800 m²,
In Italia, esistono oltre 50 pumptrack distribuite su tutto il territorio nazionale.

## Campionato del Mondo
Nel 2018 Velosolutions in collaborazione con Red Bull e ha organizzato il campionato mondiale di pump track. I migliori 67 ciclisti del mondo di BMX e MTB hanno gareggiato alla finale mondiale in Arkansas. David Graf e Christa von Niederhäusern, entrambi svizzeri, sono stati incoronati i primi campioni del mondo Red Bull Pump Track in assoluto. La serie è continuata nel 2019, con oltre 25 tappe in tutto il mondo. Contemporaneamente ai Campionati mondiali di mountain bike UCI 2009 a Canberra, in Australia, si è tenuto un Campionato mondiale di Pump Track non autorizzato, forse il primo in assoluto.

## Bici
Poiché lo slancio, o la velocità, viene acquisito dal pompaggio del ciclista, ad esempio sulla discesa di ciascun dosso, le migliori bici da utilizzare non hanno sospensioni, che assorbirebbero energia utile. Le bici di solito hanno un telaio rigido, come le bici in stile BMX, che convertono in modo più efficiente i movimenti del ciclista in spinta in avanti. Alcune bici sono state progettate su misura per il mondo pumptrack, con caratteristiche come una pedivella sfalsata, che stabilizza i pedali e abbassa il baricentro del ciclista.